# Chostonectes
Chostonectes es un género de coleópteros adéfagos  perteneciente a la familia Dytiscidae. 

## Especies
- Chostonectes blakii	Clark
- Chostonectes curtulus
- Chostonectes duplex	Sharp
- Chostonectes gigas	Boh.
- Chostonectes gilberti
- Chostonectes gravidus
- Chostonectes interrogationis
- Chostonectes johnsonii	Clark
- Chostonectes latus	Sharp 1882
- Chostonectes maai	Balke 1995
- Chostonectes nebulosus
- Chostonectes sharpi	Sharp 1882
- Chostonectes wakefieldi
- Chostonectes wattsi	Wewalka 1994